# 张琳 (1963年)
张琳（1963年3月—），女，汉族，湖北汉阳人，中国民主同盟盟员。中华人民共和国政治人物、第十三届全国人民代表大会湖南省代表。

## 生平
2018年，张琳被选为湖南省出席第十三届全国人民代表大会代表。